# 酒田港座
酒田港座（さかたみなとざ）は、山形県酒田市日吉町1丁目に所在する劇場。ライブハウスとしても営業している。

## 来歴
1887年、長崎新吉により芝居小屋として開業。当時は定員1,000人程度と東北一の広さを誇る大劇場であったが、大正時代から映画も上映するようになる。1941年9月16日から東宝専門館となる。1954年2月3日、火災により焼失するも同年5月に再建。主に東宝、松竹の邦画を中心とした封切館として機能し、1977年に現在の3スクリーン体制となる。1993年3月からは宮崎合名社に経営譲渡し営業を継続してきた。
21世紀に入り、山形県を含む東北地方にシネマコンプレックスが相次いで進出してきたことから徐々に業績が低下し、2002年1月14日をもって閉鎖される。建物自体は閉鎖後も解体せず残存していたが、2008年9月公開の松竹映画『おくりびと』で、「納棺の手引き」シーンの撮影が行われたことによって同館を訪れる人が殺到。この動きを見た市民有志が「台町と映画を愉しむ会」と称したサークルを立ち上げ、多くの資金を集め2009年6月12日に再オープンを果たす。現在は経営者が菅原弘徳へ変わり音響・舞台照明設備の改善を行い、映画の上映のみならず、SAKATA MUSIC CITY HARBOR、NEW BLOODを開催するなど音楽家のコンサート、劇団公演等のさまざまな催しも行い、ライブハウスとしての営業が多い劇場となっている。
港座の常設機材を使用したレコーディング業務、撮影スタジオ、ライブ配信、バンド練習スタジオしとても営業している。
2021年07月レコードレーベル Nancy records を設立し音楽制作プロダクション事業を開始。所属バンド Supersonic、Another Nancy、Magical Erectric。

## 座席数
- 大劇場：165席
- 中劇場：50席
- 小劇場：30席